# Michel Valière
Pour les articles homonymes, voir Valière (homonymie).
Michel Valière, né le 10 septembre 1941 dans le 13e arrondissement de Paris et mort le 23 février 2019, est un enseignant et ethnologue, personnalité du monde associatif à partir des années 1960, tant en milieu poitevin (UPCP, ARPE, AREAS) qu'occitan (Institut d'études occitanes).
En 1969, il fonde avec André Pacher l'Union pour la culture populaire en Poitou-Charentes-Vendée, et les Ballets populaires poitevins.

## Biographie
Michel Valière est né à Paris. Mais à partir du printemps 1943, jusqu'en 1959, il passe sa jeunesse à Lespignan (Biterrois, Hérault) : école Jeanne-d'Arc (1943-1947), puis école communale de garçons à Lespignan (1947-1952), ensuite lycée Henri-IV de Béziers (1952-1959). Puis en septembre 1959, il rejoint son frère aîné à l'Université de Poitiers. Il entre comme étudiant aux IPES (Institut de préparation à l'enseignement du second degré) en 1961. Il accomplira son service national à Poitiers de septembre 1967 à décembre 1968 qu'il achèvera avec la distinction de soldat de première classe.
Il commence sa carrière comme enseignant dans le secondaire, dans la Vienne, au Lycée André-Theuriet, Civray. Il enseignera encore à Gençay, Niort, Poitiers, Brive, mais aussi, épisodiquement à La Rochelle et Limoges.
Il forme avec des collègues et surtout son épouse Michèle un groupe de recherche sur la culture populaire des Pays poitevins, au sein du groupe de danses et chants du Poitou La Marchoise (Gençay, Vienne), qui deviendra par la suite le Centre culturel La Marchoise.
Cette initiative débouche donc sur la formation de l'Union pour la Culture Populaire qui, à partir de 1971, organise l'opération "Sauvetage de la tradition orale paysanne (OSTOP)". Des centaines de jeunes parcourent les campagnes de la région pour visiter les anciens afin de recueillir, pour le réapprendre, tout un patrimoine en voie d'oubli.
Il devient ethnologue au sein de la Direction Régionale des Affaires Culturelles et de la Région Poitou-Charentes puis professeur associé en ethnologie à l'Université de Poitiers, département de sociologie à la faculté des sciences humaines et histoire des arts (Laboratoire LARESCO/ICOTEM). Il sera également associé au Laboratoire MIMMOC (Mémoire, Identités, Marginalités dans le Monde Occidental Contemporain) de cette même université.
Il vivait à la fin de sa vie "retiré" en « terre occitane », en Limousin (dans la Vallée de la Vienne, et à proximité des Monts de Blond). Avec le concours de son épouse, Michèle Gardré-Valière, il animait l'Ethnoblogue Belvert "cultures et territoires".

### L’UPCP, Union Poitou-Charentes et Vendée pour la culture populaire
C’est dans la mouvance des années 1969 que s’est développée en Poitou-Charentes et Vendée une Union d’associations préexistantes fondatrices et en premier lieu de celles des Pibolous, et de La Marchoise, regroupant des passionnés et amateurs de musiques de transmission orale, chants, danses, mais aussi de langue régionale, à l’époque nommée « patois » : poitevin, charentais, saintongeais, parlers traités aujourd’hui comme « langues de France » : « poitevin-saintongeais, dans ses deux variétés : poitevin et saintongeais »,,,,,
; voire occitan (limousin-confolentais).
- Ces associations ont, dans un premier temps, organisé leurs actions sous un même labarum : recherche, diffusion, expression. Ainsi, par le truchement de regroupements, week-ends, stages, certains acteurs se sont initiés à la collecte ethnographique, d’autres à la pédagogie de la danse populaire, parfois de la chanson, ou de « la » langue. Tous, en général se sont sentis concernés, par les émotions liées à l’expression : chorégraphie, musique orale, arts de la parole, scénographie, régie-son ou lumière.
- Au fil des ans, plusieurs structures se sont dotées d’un équipement (fermes des Gens de Cherves, ou de Culture populaire et Loisirs à La Cabasse de Vitré ; Centre culturel La Marchoise à Gençay...), et l’UPCP d’un espace administratif collectif, nécessaire à la mise en cohérence de l’ensemble, d’abord à Pamproux, puis sur l’aire autoroutière des Ruralies, aujourd’hui  enfin à la Maison des cultures de pays-Mésun André Pacher, dans le quartier médiéval de la Vau Saint-Jacques à Parthenay.
- Ce faisant, des spécialisations au sein de l’union se sont fait jour, comme Métive qui s’est orientée vers la diffusion culturelle et le spectacle vivant, ou encore le CERDO, Centre d’études et de recherche sur la documentation orale. Une mention particulière doit être faite à la création d’un secteur édition, initialement dans un esprit coopératif, puis avec une logique d’entreprise sous forme d’une SARL : Geste édition, qui s’est dernièrement dotée d’un Cercle des auteurs. Cette maison d’édition occupe la première place dans la région avec la publication d’une centaine de titres par an et qui développe en même temps un service de diffusion ouvert à d’autres éditeurs, et qui, avec un libraire rochelais, cogère une librairie classique à Niort.
- En une quarantaine d’années, des loisirs d’éducation populaire en milieu rural, en direction de la jeunesse, ont donné naissance à tout un secteur professionnel en région : animation culturelle, recherche et gestion d’archives orales, musiques traditionnelles et arts de la parole (formation, enseignement, spectacles vivants), édition (disques, livres) en partenariat avec certaines collectivités (associations, autres éditeurs, laboratoires universitaires, communes, départements, Région, État).

## Ouvrages de Michel Valière
- Amours paysannes - Récit d'une vie de galerne, (Stock puis Geste Editions, 1980), roman-témoignage
- Ethnographie de la France - Histoire et enjeux contemporains des approches du patrimoine ethnologique, (Armand Colin, 2002), essai
- Le conte populaire - Approche socio-anthropologique (Armand Colin, 2006), essai[12]
- Contes des grands-mères des Charentes et du Poitou (Geste Editions, 2006), recueil

## Ouvrages collectifs
- Récits et contes populaires du Poitou/1, réunis par Catherine Robert et Michel Valière (Gallimard, 1979), recueil
- Récits et contes populaires du Berry/1, réunis par Geneviève Debiais et Michel Valière (Gallimard, 1980), recueil
- Paroles d'or et d'argent, (CDDP de la Charente, 1994) contes recueillis par Nicole Pintureau et Michel Valière
- "Mues traversières.Ethnographie en Montmorillonais". 2 ouvrages collectifs dirigés par Michel Valière, Annie Guédez et Francis Dupuy (ARPE éditions, 2001 et 2002)

## Publications sonores
- Anthologie de chants et musiques populaires du Haut-Poitou (UPCOOP), vinyle 33T